# John Cena

Attitude Adjustment

John Felix Anthony Cena, född 23 april 1977 i West Newbury i Massachusetts, är en amerikansk skådespelare, hiphopmusiker och fribrottare. Han är anställd av World Wrestling Entertainment (WWE) och framträder inom deras Smackdown Live-varumärken.
Han har vunnit 16 World Titles, vilket är rekordet tillsammans med Ric Flair. De 16 titlarna består av 13 WWE Championship och 3 World Heavyweight Championship. Han har vunnit Tag Titles 4 gånger, US Title 5 gånger.
Vid sidan av fribrottandet har Cena gett ut musikalbumet You Can't See Me, vilket debuterade som nummer 15 på Billboard 200-listan, och medverkat i filmerna The Marine, 12 Rounds (2009), samt Legendary (2010), Blockers (2018) och Bumblebee (2018). Han har vidare medverkat i TV-program såsom Manhunt, Deal or No Deal, Mad TV och Punk'd. På sistone har Cena tävlat i Fast Cars and Superstars: The Gillette Young Guns Celebrity Race, vari han lyckades ta sig till finalomgången innan han slogs ut och hamnade sammantaget på tredje plats i tävlingen. Personligen är John Cena en Tottenham Hotspur FC supporter. När han går in i ringen under WWE spelas låten "My time is now". 
Cena har även haft huvudrollen i filmen The Marine, där han spelar en hemkommen marinsoldat vars fru blir kidnappad. Detta var hans långfilmsdebut. 
John Cena är kusin till Tha Trademarc.

## Privatliv
År 2009 gifte sig Cena med Elizabeth Huberdeau. I maj 2012 ansökte Cena om skilsmässa, och den slutfördes i juli.
I oktober 2020 gifte sig Cena med Shay Shariatzadeh.

## Filmografi (i urval)
- 2000 – Ready to Rumble (okrediterad)
- 2006 – The Marine
- 2009 – 12 Rounds
- 2010 – Psych (TV-serie)
- 2010 – True Jackson (TV-serie)
- 2010 – Hannah Montana (TV-serie)
- 2010 – Legendary
- 2015 – Parks and Recreation (TV-serie)
- 2015 – Trainwreck
- 2015 – Sisters
- 2015 – Daddy's Home
- 2017 – The Wall
- 2017 – Daddy's Home 2
- 2017 – Tjuren Ferdinand (röst)
- 2018 – Blockers
- 2018 – Bumblebee
- 2019 – Playing with Fire
- 2020 – Dolittle (röst)
- 2021 – Fast & Furious 9
- 2022 – Peacemaker (TV-serie)
- 2023 – Fast X
- 2023 – Teenage Mutant Ninja Turtles: Mutant Mayhem (röst)
- 2023 – Barbie
- 2024- Jackpot
- 2025 – Heads of State